# Joachim Valentin
Joachim Valentin (* 5. August 1965 in Hadamar) ist ein deutscher römisch-katholischer Theologe. Er ist Direktor der katholischen Akademie Rabanus Maurus, Haus am Dom Frankfurt, und apl. Professor für Christliche Religions- und Kulturtheorie an der Johann Wolfgang Goethe-Universität Frankfurt am Main.

## Leben
Nach dem Abitur 1984 an der Fürst-Johann-Ludwig-Schule und dem Wehrdienst 1984/1985 studierte er von 1986 bis 1992 katholische Theologie, Philosophie und klassische Philologie (Dipl. Theol. 1992). Von 1987 bis 1992 war er Studien- und von 1993 bis 1996 Promotionsstipendiat der bischöflichen Studienstiftung Cusanuswerk. Nach der Promotion 1996 zum Dr. theol. (Fundamentaltheologie) bei Hansjürgen Verweyen in Freiburg im Breisgau machte er von 1996 bis 1998 die Ausbildung zum Pastoralreferenten im Bistum Limburg. Von 1998 bis 2005 war er wissenschaftlicher Assistent und Oberassistent am Arbeitsbereich Religionsgeschichte, Freiburg. Nach der Habilitation (Fundamentaltheologie und Religionsgeschichte) am 25. Mai 2004 lehrte er von 2004 bis 2009 an der Universität Mannheim. Seit 2005 ist er Direktor des Katholischen Zentrums Haus am Dom in Frankfurt am Main. Von 2006 bis 2009 war er außerplanmäßiger Professor der Albert-Ludwigs-Universität Freiburg, seit 2009 außerplanmäßiger Professor für christliche Religions- und Kulturtheorie an der Goethe-Universität Frankfurt.
Seine Forschungs- und Interessensschwerpunkte sind Religionen und neue Medien, Film und Theologie, Religionen und Moderne, nachbiblisches Judentum versus Philosophie, neue Religiöse Bewegungen (NRB) und Fundamentalismus. Er ist Mitglied der Internationalen Forschungsgruppe Film und Theologie.

## Werke

### Monographien
- Eschatologie. Paderborn (Schöningh) 2013.
- Zwischen Fiktionalität und Kritik. Die Aktualität apokalyptischer Motive als Herausforderung theologischer Hermeneutik. Freiburg (Herder) 2005.
- Atheismus in der Spur Gottes. Theologie nach Jacques Derrida. Mainz (Grünewald) 1997.

### Herausgeberschaften
- Die Faszination des Bösen: Ein filmisches Panorama (hg. gem. mit Karsten Visarius) Religion - Film - Medien Bd. 5, Marburg (Schüren) 2022.
- Theologie und Digitalität. Ein Kompendium (hg. gem. m. Wolfgang Beck und Ilona Nord) Freiburg (Herder) 2021.
- Die anarchische Kraft des Monotheismus (hg. gem. mit Ansgar Wucherpfennig u. a.) Freiburg (Herder) 2021.
- Rationalitätstypen in der Theologie. (hg. gem. m. Günter Kruck) Quaestiones disputatae Bd. 285, Freiburg (Herder) 2017.
- Filmbilder des Islam. Mit Stefan Orth und Michael Staiger. Marburg (Schüren) 2014.
- Der Fall Tebartz-van Elst. Kirchenkrise unter dem Brennglas. Freiburg (Herder) 2014.
- Räume, Körper und Ikonen. (Post-)konfessionelle Filmikonographien (Film & Theologie 19). Mit Charles Martig und Karsten Visarius. Marburg (Schüren) 2013.
- Paulus unter den Philosophen. Mit Christian Strecker. Stuttgart (Kohlhammer) 2013.
- Natürlich Kultur. Postsäkulare Positionierungen. Mit Martin Ramb. Paderborn (Schöningh) 2010.
- Religiöse Blicke? Blicke auf das Religiöse. Visualität und Religion. Mit Daria Pezzoli-Olgiati und Bärbel Beinhauer-Köhler. Zürich (TVZ) 2010.
- Wie kommt Gott in die Welt? Fremde Blicke auf den Leib Christi. Frankfurt a. M. (Verlag der Weltreligionen) 2009.
- Parallelwelten.Christliche Religion und die Vervielfachung von Wirklichkeit. ReligionsKulturen 6. Stuttgart (Kohlhammer) 2009. Mit Johann Evangelist Hafner.
- Religious Turns - Turning Religions. Veränderte kulturelle Diskurse, neue religiöse Wissensformen. (ReligionsKulturen 1). Stuttgart (Kohlhammer) 2008. Mit Andreas Nehring.
- Dogville – Godville. Methodische Zugänge zu einem Film Lars von Triers. (Film und Theologie 12). Marburg (Schüren) 2008. Mit Stefan Orth und Michael Staiger.
- Gefährdung oder Verheißung? Von Gott reden unter den Bedingungen der Moderne. Ostfildern (Grünewald) 2007. Mit Magnus Striet und Karsten Kreutzer.
- Sakrileg - eine Blasphemie? Dan Browns Werk kritisch gelesen. Münster (Aschendorff) 2007.
- Filmkunst und Gesellschaftskritik - Sozialethische Erkundungen. (Film und Theologie 7). Marburg (Schüren) 2005. Mit Walter Lesch und Charles Martig.
- Kinder im Kino - Religiöse Dimensionen. (Film und Theologie 6). Marburg (Schüren) 2004. Mit Stefan Orth und Michael Staiger.
- Wunder als Quelle des Glaubens? Untersuchungen zur ungebrochenen Wunderbegeisterung inner- und außerhalb der katholischen Kirche. (Arbeitstexte zur religiös-weltanschaulichen Information und Diskussion) Seelsorgeamt Freiburg 2003.
- Weltreligionen im Film. Judentum, Christentum, Islam, Hinduismus, Buddhismus. (Film und Theologie 3). Marburg (Schüren) 2002.
- Unbedingtes Verstehen?! Fundamentaltheologie zwischen Erstphilosophie und Hermeneutik. Regensburg (Pustet) 2001. Mit Saskia Wendel.
- Weltuntergang oder Neue Kirche? Apokalyptisches Denken am Rande und jenseits der Großkirchen. (Arbeitstexte zur religiös-weltanschaulichen Information und Diskussion) Seelsorgeamt Freiburg 2001.
- Göttliche Komödien. Religiöse Dimensionen des Komischen im Film. Film und Theologie 2. Köln (KIM und Schüren) 2001. Mit Stefan Orth und Reinhold Zwick.
- Heilssuche und Erlösungssehnsucht. Esoterische und christliche Landschaften, exemplifiziert am Raum Freiburg. Münster (LIT) 2000. Mit Thomas Körbel und Albert Lampe.
- Jüdische Traditionen in der Philosophie des 20. Jahrhunderts. Darmstadt (Wissenschaftliche Buchgesellschaft und Primus Verlag) 2000. Mit Saskia Wendel.